# Иов, или Осмеяние справедливости
«Иов, или Осмеяние справедливости» (англ. Job: A Comedy of Justice, выходил также как «Иов, или Комедия справедливости») — фантастический роман Роберта Хайнлайна 1984 года, антирелигиозная сатира. Заглавие отсылает к библейской Книге Иова и одновременно роману Дж. Кейбелла «Юрген, Комедия справедливости». Номинировался на премии «Хьюго» и «Небьюла», в 1985 году удостоен награды «Локус» за лучший роман-фэнтези. Посвящён Клиффорду Саймаку.

## Содержание
Христианский политический активист Алекс Хергенсхаймер совершает круиз по островам Тихого океана. Побывав на гавайском фестивале огнехождения, Алекс неожиданно обнаруживает, что попал в другую реальность. Вернувшись на лайнер, он видит, что все его принимают за совершенно другого человека — его «новая» фамилия Грэхэм, а, кроме того, выясняется, что его двойник имел любовницу — датчанку Маргрету Свенсдаттер Гундерсон, которая подрабатывала в круизе горничной. После кораблекрушения Алекс и Маргрета попадают в Мексику ещё одной реальности, оттуда они, пережив землетрясение, перебираются в США, чтобы добраться до Канзаса — родины Алекса. Всякий раз, когда главные герои накапливают немного денег, реальность меняется, и они остаются ни с чем (а один раз в буквальном смысле слова голыми). В Техасе главные герои становятся гостями Сатаны, но пока не подозревают об этом (это реальность хайнлайновской «Истории будущего»). В финале романа наступает конец света (в 1994 году), и Алекс, как не изменивший вере, оказывается в Раю. Там-то и выясняется, что Маргрета была скандинавской язычницей, и все их неприятности устроил Локи с разрешения Господа Бога. Алекс обнаруживает, что не хочет оставаться в Раю без Маргреты, хотя небесная канцелярия признала его святым, и отправляется на её поиски в Ад. Рай и Ад описаны Хайнлайном сатирически, в духе «Путешествия капитана Стормфилда на небеса» Марка Твена. Рай — на редкость унылое место, в котором праведники сами пытаются устроить жизнь, напоминающую земную, и ненавидят ангелов за самодовольство. Ад — более пригодное для человека место, проводником по нему для Алекса является библейская блудница Раав; Мария Магдалина, хотя постоянно живёт в Раю, но иногда посещает преисподнюю как приглашённый специалист. В результате сложной сделки между братьями Богом и Сатаной, и приказа некоего вышестоящего Верховного существа (в русском переводе — «мистер Кощей»), Маргрета извлечена из Вальгаллы и остаётся в аду с Алексом (который считает, что добрался до Канзаса, и открыл там маленький ресторанчик). Роман заканчивается фразой: «Рай там, где Маргрета».

## История создания
С. В. Голд, в послесловии к изданию 2018 года утверждал, что к моменту своего литературного дебюта в 1939 году, Хайнлайн мог с одинаковой лёгкостью работать и в жанре научной фантастики, и фэнтези (Кэмпбелл в то время редактировал два журнала: «Astounding Science Fiction» — по научной фантастике, и «Unknown» — по фэнтези). Тем не менее, на литературном рынке и в среде критиков после войны он рассматривался как ведущий автор «твёрдой» НФ, хотя периодически выпускал объёмные тексты в жанре фэнтези: «Неприятная профессия Джонатана Хога» (1959) или «Дорога доблести» (1963). Один из первых отзывов на свой рассказ «Линия жизни» Хайнлайн получил от начинающего тогда студента Айзека Азимова. Среди прочего, Азимов писал Хайнлайну об искусстве пиара, и, в частности, следующее: «Иегова заполучил в свою поддержку хорошую прессу, так что Сатане не помешало бы нанять хорошего пресс-агента…» Спустя 45 лет Хайнлайн назвал Азимова крёстным отцом романа «Иов». К началу 1980-х годов Хайнлайн вплотную подошёл к идее равнозначности физических и литературных объектов, что выразилось в его романе «Число зверя». Летом 1982 года Хайнлайн приступил к написанию нового романа на религиозную тему, ради чего внимательно читал Библию. По мнению С. Голд, выбор тематики был трезво просчитанным ходом: публикация была намечена на 1984 год, который предсказуемо ассоциировался с антиутопией Оруэлла, поэтому роман на религиозную тему должен был выделяться на фоне политических или футурологических текстов. Во времена знакомства с Азимовым, Хайнлайн любил роман Дж. Кейбелла «Юрген, Комедия справедливости», который прочитал ещё во время учёбы в Академии ВМФ. В своём романе Хайнлайн использовал подзаголовок «Комедия справедливости» и заимствовал образ Кощея, который и был Демиургом у Кейбелла. Концепцию загробной жизни как делового предприятия Хайнлайн уже использовал в 1940-е годы в повести «Magic, Inc.», а сцены Рая напрямую отсылали к «Путешествию капитана Стормфилда в рай» Марка Твена. В то же время Хайнлайн не желал ограничиваться только антиклерикальной сатирой, и в романе звучали его постоянные мотивы, в частности, соотношения этического и эстетического, впервые рассмотренная в «Джонатане Хоге». С. Голд утверждал, что литературная игра «Иова» — это максимальное приближение Хайнлайна к постмодернизму. Начав рукопись в августе 1982 года, Хайнлайн завершал её в июле 1983 года, сделав перерыв на путешествие в Антарктиду. Хайнлайн трижды переделывал рукопись, но поскольку в те годы он уже работал на персональном компьютере, черновых вариантов не сохранилось. После выхода в свет роман достиг 9-го места в списке бестселлеров «Нью-Йорк таймс», номинировался на «Хьюго» и «Небьюлу», но награду получил от «Локуса» — как лучший роман-фэнтези. С. Голд писал:

Я вижу в этой номинации определённое торжество справедливости: писатель, не признававший барьеров между научной и сказочной фантастикой, был наконец-то оценен по обе стороны границы.